# 2020年—2021年歐亞大陸寒潮
2020年－2021年歐亞大陸寒潮，中國氣象局解釋是因北極高空急流減弱，挾帶大量極地冷氣團的極地渦旋南下導致的。日本札幌市在元旦的最高氣溫為零下8.9°C，是144年以來同日最冷的紀錄。1月7日，北京最低氣溫為零下19.6°C，是自1966年以來最冷冬季溫度。1月8日韓國首爾最低溫為零下18.6度，是1986年以來的最低氣溫，是有紀錄以來第二低，韓國多地亦創新歷史同期最低溫。在中國大陸，有地方持續多日發出寒潮橙色預警。

## 原因與經過
中國氣象局解釋是因北極高空急流減弱，挾帶大量極地冷氣團的極地渦旋（Polar vortex）南下導致的。在全球变暖的背景下，極地漩渦等天氣系統不穩定，加劇了極端天氣的可能性，極地漩渦本來會將冷空氣鎖定於高緯度地區，由於北極氣溫上升，和高緯度及低緯度的溫差減少，讓極地漩渦的範圍出現改變，冷空氣也隨之南下，觸發嚴重寒潮。

## 影響

### 中华人民共和国
中央氣象台2020年12月27日發佈今冬首個寒潮黃色預警，全國大部地區迎來今冬最寒冷天氣。
2020年12月27日，中央气象台首席预报员孙军表示，此次寒潮的主要原因是较强的寒潮冷高压自蒙古高原东向南移动，给我国中东部大部地区带来大风和降温天气。与27日两周前的「双十二」寒潮相比，这次年末寒潮无论从影响范围还是降温幅度都比以往要大，但雨雪的极端性和强度都不如2016年1月的「王者级」寒潮。
孙军分析指出此次寒潮天气的四个特点：影响范围广。27日起，强冷空气将自西向东、自北向南一路扫荡，大风和强降温的范围将自北向南覆盖整个中东部地区；他提醒，寒潮将使部分地区气温创下今冬新低。12月以来，中东部大部地区气温较常年同期偏低，寒潮的到来将使部分地区迎来最寒冷的天气，特别是南方地区最高气温下降更为明显。他表示，一般来说，冬季「湿冷」比「干冷」物理冷，骤冷要比缓冷体感冷。受寒潮影响，南方地区气温骤降，空气湿度大，市民对寒冷的感觉可能更加突出。

#### 低溫津貼爭議
2020年10月15日，「新華視點」記者調查發現，中國大陸很多勞動者對「低溫津貼」了解不多，也很少有人領到；有一些勞動者在此寒潮下繼續工作，如環衞工人、快遞員等。

#### 海南省
海南島是熱帶海島，屬於熱帶季風氣候，史書中關於海南島下雪的記載共僅有八次。2021年1月8日，省應急管理廳、省減災委員會辦公室下發緊急通知，要求省減災委各成員單位和各市縣減災委高度重視防寒禦寒工作。2020年12月28日，海南昌江七叉鎮出現最高氣溫34.4℃，但熱浪沒持續。
农民开展抗寒防寒工作，做好农作物防寒措施，包括给叶菜“盖被子”、建防风屏障、增加叶面肥等方式。各地乡镇安排农技人员到田间地头了解冬季瓜菜生长情况，并向瓜菜种植户传授防寒防冻技术，减少农业冻灾损失。省农业农村厅为积极做好农业抗低温保生产工作，先后印发《关于做好防寒抗寒工作的通知》《海南省农业农村厅办公室关于做好今冬明春渔业防范寒潮低温天气工作的紧急通知》，并下发《罗非鱼防寒技术措施》《海水养殖品种防寒防冻措施》，指导各市县和养殖户做好防寒工作。相關部門深入到養老機構、建檔立卡貧困戶、困境兒童和困難群眾家中，對困難群體進行了慰問，並向他們發放糧油、棉衣、棉被等慰問物資。
中國部分省市已發佈寒潮預警，而海南則是寒冷預警。「這是因為中國氣象局在制定寒潮預警標準時，主要考慮了冷空氣的降溫範圍，根據這個標準，冷空氣南下後氣溫驟降過程，24小時內最低氣溫要降到4℃範圍，同時疊加了風力標準。」海南省氣象台正高級工程師、首席預報員李迅表示，海南處於中國最南端，屬於冷空氣逐漸減弱的末端，導致海南島普遍達不到國內寒潮預警天氣標準，也就是大風降溫預警標準普遍達不到。
2021年1月11日，海南省應急管理廳根據《海南省自然災害救助應急預案》有關規定，海南省減災委員會辦公室從1月11日20時起，啟動寒冷災害預警響應。1月11日，省委書記沈曉明、代省長馮飛分別就做好低溫天氣應對工作作出批示。
1月8日9时 ，海南省气象局提升寒冷四级预警为寒冷三级预警。海南省氣象局1月12日17時20分繼續發佈寒冷三級預警和海上大風四級預警。受強冷空氣影響，全島出現持續低溫天氣過程。1月12日夜間到1月13日白天陸地天氣預報：北部晴間多雲，最低氣溫6℃~8℃，最高氣溫17℃~19℃；中部晴間多雲，最低氣溫3℃~5℃，最高氣溫19℃~21℃；東部晴間多雲，最低氣溫7℃~9℃，最高氣溫17℃~19℃；西部晴間多雲，最低氣溫5℃~7℃，最高氣溫19℃~21℃；南部晴間多雲，最低氣溫7℃~9℃，最高氣溫21℃~23℃。